# Ducato di Monteleone
Il Ducato di Monteleone fu un'entità feudale esistita in Calabria tra il XVI secolo e gli inizi del XIX secolo. Il suo territorio corrispondeva agli odierni comuni di Vibo Valentia e di San Gregorio d'Ippona, nella medesima provincia. Istituito nel 1527, fu dominio della famiglia Pignatelli, fino all'abolizione del feudalesimo avvenuto nel Regno di Napoli nel 1806.

## Storia
L'antica città greca di Hippṓnion ( Ἱππώνῐον), divenuta Vibo Valentia sotto i Romani, fu distrutta dalle continue incursioni dei Saraceni, che fino alla seconda metà dell'XI secolo molestavano le coste calabresi, uccidendo anche molti abitanti. Le incursioni saracene ebbero fine con l'arrivo dei Normanni guidati da Ruggero d'Altavilla, che scacciarono i Bizantini dall'Italia meridionale. L'Altavilla, stabilì la sua residenza a Mileto, nella Calabria Ulteriore, e rimasto affascinato dalla bellezza del sito su cui sorgeva la distrutta città di Vibo, verso il 1074 vi fece costruire una nuova città a cui diede il nome di Monteleone, il cui nome derivava dalle insegne araldiche del condottiero normanno, raffiguranti un leone.
Nel XIII secolo, l'imperatore Federico II di Svevia, rimasto anch'egli colpito dalla bellezza e dal potenziale strategico del luogo, incaricò il suo segretario del Giustizierato di Calabria, Matteo Marcofabba, di riunire la popolazione dei differenti villaggi del vicinato e di edificarla magnificamente, con la costruzione peraltro, del castello, avvenuta nel 1246. Monteleone ebbe l'appellativo di Città, nonostante lo spostamento della diocesi a Mileto decisa dal Gran Conte Ruggero nel 1073, e fece parte del Regio Demanio fino al XV secolo.
Nel 1420, la regina Giovanna II di Napoli, debitrice di 10.000 ducati nei confronti di Ciarretta Caracciolo, come pegno gli concedette in feudo la terra e il castello di Monteleone, su cui il medesimo ebbe investitura del titolo di signore il 27 maggio 1427. Il dominio feudale dei Caracciolo durò sino al 1479, quando il re Ferdinando I di Napoli pagò 1.000 ducati e restituì Monteleone al Regio Demanio. Lo stesso monarca, nel 1486 vendette la città per 1.000 ducati a Marino Brancaccio, a cui concesse la castellania e il governo sulla medesima, per sé e per i suoi discendenti, ma con atto risolubile, finché con la restituzione del denaro versato gli sarebbe stata revocata la concessione. Non si trattò di una vera e propria infeudazione, che avvenne nel 1496, quando Giovan Battista Brancaccio, patrizio napoletano, ebbe concessione dal re Federico I di Napoli della castellania e del governo di Monteleone, in cambio di 3.000 ducati, per sé e per i suoi successori in perpetuum, e con la facoltà di esigere le rendite della città e di Torre di Bivona. Nel 1500, il Brancaccio morì, e l'uditore Giovanni del Tufo, ordinò che i cittadini di Monteleone riconoscessero ai suoi discendenti la loro autorità sulla città. I Monteleonesi, disobbedirono all'ordine impartito dall'Uditore, e si accordarono con la vedova, la nobildonna Diana Pignatelli, per pagargli entro due anni il riscatto di 3.000 ducati per la sua devoluzione al Demanio. L'8 giugno di quell'anno, il sovrano concedette a Monteleone il diploma con cui gli riconosceva lo status di città demaniale.
L'accordo stipulato tra i cittadini di Monteleone e la vedova del feudatario, e la concessione del diploma con cui veniva riconosciuta la sua demanialità dal Re Federico, furono vanificati da quest'ultimo, che l'8 giugno 1501 la vendette al cavaliere napoletano Ettore Pignatelli, fratello di Diana. Ignote sono le ragioni che indussero il Sovrano ad assumere questa condotta, dato che i cittadini monteleonesi versarono agli eredi del Brancaccio una prima quota di 1.000 ducati al momento della stipula dell'accordo, ed una seconda di 711 ducati il 6 aprile 1501, ed infine, una terza di 1.289 ducati rimaneva da pagare entro settembre 1502, come stabilito a suo tempo nell'accordo con la vedova.  Quando il Regno di Napoli passò sotto il dominio degli Aragonesi di Spagna, nel 1503 l'Universitas di Monteleone chiese al viceré Gonzalo Fernández de Córdoba la conferma del suo privilegio di demanialità, che il medesimo concedette. Monteleone veniva così reintegrata al Regio Demanio, tuttavia però il privilegio concesso da Fernández de Córdoba fu reso nullo dal successivo privilegio del 16 maggio 1506 dato da re Ferdinando il Cattolico al Pignatelli, che sulla terra e il castello di Monteleone ebbe altresì investitura del titolo di conte. Secondo alcune fonti, i due privilegi dati al Pignatelli nel 1501 e nel 1506, che gli riconoscevano il dominio feudale su Monteleone, rappresenterebbero dei documenti falsi prodotti dal medesimo o da burocrati del monarca.
L'elevazione a contea di Monteleone, che sanciva di fatto il definitivo infeudamento della città al Pignatelli, incontrò la decisa opposizione degli esponenti del notabilato locale, e perciò gli abitanti si organizzarono con una rivolta armata per la venuta del feudatario. Pignatelli, indispettito, sollecitò l'intervento del generale Lo Tufo del Regno di Napoli. Quest'ultimo non riuscendo a domarla, chiamò per discutere i sette capi del popolo che vennero uccisi a tradimento. La definitiva instaurazione del potere feudale del Pignatelli sulla città, portò di lì a poco all'esodo di buona parte delle famiglie patrizie cittadine. Pignatelli, che fu uno degli uomini più potenti ed influenti del Regno, al punto tale da ricoprire a vita l'incarico di Viceré di Sicilia, il 29 maggio 1527 ottenne un nuovo privilegio dall'imperatore Carlo V d'Asburgo, con cui ricevette l'investitura a I duca di Monteleone.
Estintosi in linea maschile il ramo dei Duchi di Monteleone nel XVII secolo, attraverso Girolama Pignatelli Caracciolo, V duchessa di Monteleone (1599-1667), ultima discendente, lo Stato passò in dote ad un altro ramo della famiglia Pignatelli, quello dei Principi di Noja, avendo contratto matrimonio con Fabrizio Pignatelli e Pignatelli, III principe di Noja (1604-1664).
Nel 1769, i cittadini di Monteleone promossero l'istanza per il reintegro al Regio Demanio della città, favorevolmente accolta dal Re di Napoli. La lite contro i Pignatelli si protrasse per lungo tempo, ma non ebbe conclusione, poiché nel 1806, il Regno di Napoli fu occupato dall'esercito napoleonico. In quell'anno, i dominatori francesi promulgarono le leggi eversive della feudalità, con le quali veniva abolito il feudalesimo nel territorio del Regno di Napoli, e in conseguenza di questo provvedimento, il Ducato di Monteleone cessò di esistere come entità amministrativa.

## Cronotassi dei Duchi di Monteleone

### Epoca feudale
- Ettore Pignatelli Alferi (1527-1533)
- Ettore Pignatelli Carafa (1533-1579)
- Camillo Pignatelli Cardona (1579-1583)
- Ettore Pignatelli Colonna (1583-1622)
- Girolama Pignatelli Caracciolo (1622-1667)
- Ettore Pignatelli Pignatelli (1667-1674)
- Andrea Fabrizio Pignatelli Tagliavia (1674-1677)
- Giovanna Pignatelli Pimentel Benavides (1677-1723)
- Diego Pignatelli d'Aragona Cortés (1723-1750)
- Fabrizio Matteo Pignatelli d'Aragona Cortés Pignatelli (1750-1763)
- Ettore Pignatelli d'Aragona Cortés de' Medici (1763-1800)
- Diego Pignatelli d'Aragona Cortés Piccolomini (1800-1806)

### Epoca post-feudale
- Diego Pignatelli d'Aragona Cortés Piccolomini (1806-1818)
- Giuseppe Pignatelli d'Aragona Cortés Caracciolo (1818-1859)
- Diego Pignatelli d'Aragona Cortés Lucchese Palli (1859-1880)
- Antonio Pignatelli d'Aragona Cortés Lucchese Palli (1880-1881)
- Giuseppe Pignatelli d'Aragona Cortés Fardella (1881-1938)
- Antonio Pignatelli d'Aragona Cortés Gàndara (1938-1946)